# Nothorhaphium nudicorne
Nothorhaphium nudicorne är en tvåvingeart som beskrevs av Daniel J. Bickel 1999. Nothorhaphium nudicorne ingår i släktet Nothorhaphium och familjen styltflugor. Inga underarter finns listade i Catalogue of Life.